# Room Service (1938)
Room Service is een Amerikaanse komische film uit 1938 onder regie van William A. Seiter. De film is gebaseerd op een toneelstuk van Allen Boretz en John Murray. De film was destijds een flop, maar is sindsdien alsnog geherwaardeerd. Het blijft evenwel een van hun minder populaire films.

## Verhaal
Drie arme mannen moeten de huur betalen. Ze maken een Broadway toneelstuk om geld te verdienen. Aangezien dit geld kost, moeten ze de huisbaas misleiden totdat ze eindelijk genoeg geld hebben.

## Rolverdeling
| Acteur          | Personage         |
| --------------- | ----------------- |
| Groucho Marx    | Gordon Miller     |
| Chico Marx      | Harry Binelli     |
| Harpo Marx      | Faker Englund     |
| Lucille Ball    | Christine Marlowe |
| Ann Miller      | Hilda Manny       |
| Frank Albertson | Leo Davis         |
| Charles Halton  | Dokter Glass      |